# Laurea

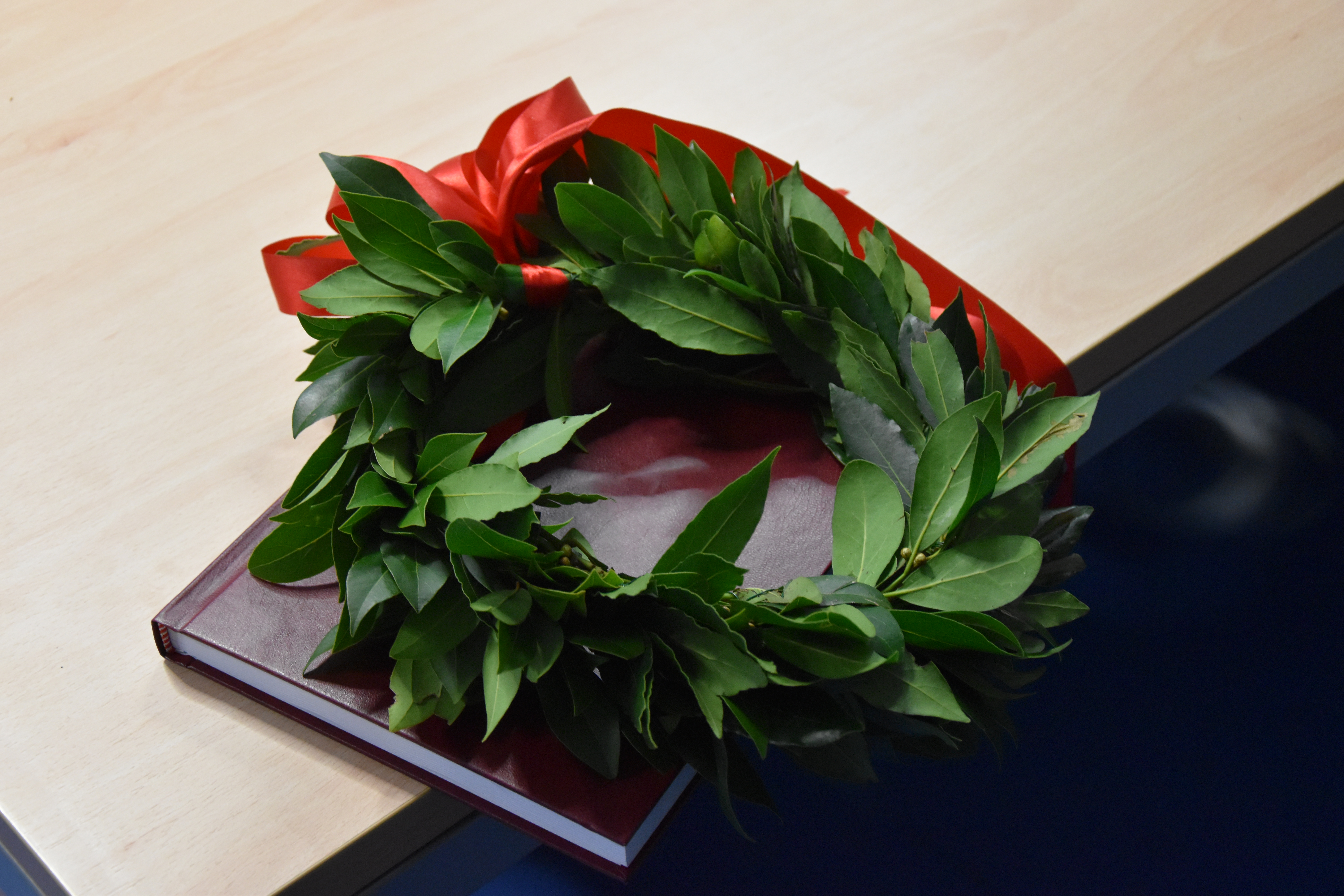
Une couronne de laurier pour un étudiant diplômé en Italie.

La laurea est un diplôme universitaire italien. 

## Historique
Jusqu'en 2002, la Laurea prenait plus de temps à être obtenue que les diplômes de premier cycle ailleurs en Europe et Amérique du Nord. Pour gagner une Laurea, l’étudiant devait suivre entre quatre et six ans de cours universitaires et rédiger une thèse qui, dans la plupart des cas, avait une durée d’un an, voire un an et demi, parfois publiée. Contrairement au système universitaire en France, en Italie chaque cours ou module est validé si on obtient au moins 18/30 (correspondent à 12/20), sans qu’il ne soit possible de compenser une matière par une autre par le calcul d’une moyenne entre des notes de cours ou modules. Il était une pratique habituelle pour les étudiants de Laurea de repasser un examen pour avoir une note plus élevée et, par conséquent, une votation finale plus haute. 
En réalité, la durée des études, même si elle est formellement de 4-6 ans, devenait de 6-8 ans pour la majorité des inscrits.      
Les Laureati recevaient le titre de Dottore (pour un homme) ou Dottoressa (pour une femme).
Jusqu'à l'introduction du Dottorato di ricerca (enseignement de niveau doctoral) au milieu des années 1980, le Laurea constituait le diplôme universitaire le plus élevé disponible en Italie et permettant à son titulaire d'accéder aux carrières universitaires les plus élevées.
Des scientifiques célèbres lauréats du prix Nobel, tels qu'Enrico Fermi, Emilio Segrè, Giulio Natta et Carlo Rubbia ont tenu la Laurea comme leur plus haut degré. La raison en est que la Laurea italienne comprenait des cours de haut niveau et des travaux de thèse qui suffisaient normalement pour préparer une carrière dans la recherche et le monde universitaire.
Depuis 2002, il existe deux types de laurea :
- la laurea triennale, qui est le premier grade universitaire et équivaut à la licence française ou au baccalauréat canadien ou belge ;
- la laurea magistrale (anciennement appelée laurea specialistica), qui équivaut au master français ou belge ainsi qu’à la maîtrise canadienne et s'obtient après la laurea triennale et donne le titre de dottore magistrale.

Depuis le milieu des années 1980, il existe un doctorat de recherche, dottorato di ricerca, préparé après la laurea magistrale et qui donne le titre de dottore di ricerca.